# Sala de urgencias
Sala de urgencias es una serie de televisión colombiana producida por la productora Resonant para  RCN Televisión en el año 2015 y 2016. Es la versión de la serie estadounidense ER.
Esta protagonizada por Rafael Novoa, Paola Rey, Carlos Torres, Emmanuel Esparza, Marcelo Dos Santos Adrian Makala y Diana Hoyos, cuenta la historia de lo que los médicos viven en una sala de urgencias e involucra sus situaciones, tanto laborales, personales o sentimentales.  
La serie se emitió originalmente en Colombia con su primera temporada el 12 de marzo de 2015 y concluyó con su segunda temporada el 29 de diciembre de 2016.

## Personajes
| Actor              | Personaje                                | Temporada | Temporada |
| Actor              | Personaje                                | 1         | 2         |
| ------------------ | ---------------------------------------- | --------- | --------- |
| Rafael Novoa       | Diego Romero (Pediatra)                  | Principal | Principal |
| Paola Rey          | Carolina Hernández (Jefe de Enfermeras)  | Principal | Principal |
| Carlos Torres      | Juan José Cardona (Residente de cirugía) | Principal | Principal |
| Adrián Makala      | Pedro Beltrán (Cirujano)                 | Principal | Principal |
| Tatiana Ariza      | Lucy Méndez (Residente de urgenciología) | Principal | Principal |
| Cristina Umaña     | Susana Londoño (Internista)              | Principal |           |
| Orlando Valenzuela | Dr Calle (Doctor y enfermero)            | principal |           |
| Ruben Zamora       | Miguel Grajales (Medico urgenciólogo)    | Principal |           |
| Emmanuel Esparza   | Eduardo Mejía                            |           | Principal |
| Carlos Kajú        | Sicario                                  |           | Principal |
| Estefanía Borge    | Laura Coral                              |           | Principal |

## Episodios
| Temporada | Temporada | Episodios | Episodios | Originalmente transmitido | Originalmente transmitido |
| Temporada | Temporada | Episodios | Episodios | Primera emisión           | Última emisión            |
| --------- | --------- | --------- | --------- | ------------------------- | ------------------------- |
|           | 1         | 60        | 60        | 12 de marzo de 2015       | 10 de junio de 2015       |
|           | 2         | 80        | 80        | 30 de agosto de 2016      | 29 de diciembre de 2016   |